# Bùi Phùng
Bùi Phùng (1920 – 1999), là một Tướng lĩnh cao cấp Quân đội nhân dân Việt Nam, quân hàm Thượng tướng , nguyên Thứ trưởng Bộ Quốc phòng kiêm Phó Chủ nhiệm Ủy ban Kế hoạch Nhà nước; nguyên Chủ nhiệm Tổng cục Hậu cần QĐND; Chủ nhiệm Hậu cần  BTL Quân giải phóng Miền Nam Việt Nam. Nguyên Ủy viên Trung ương Đảng Khoá IV và Khoá V; Đại biểu Quốc hội Khoá VII và Khoá VIII (thuộc đoàn Đại biểu tỉnh Hà Bắc). Huân chương Hồ Chí Minh.

## Tiểu sử
Ông tên khai sinh là Bùi Văn Thận, sinh ngày 10 tháng 9 năm 1920, quê quán: thôn Lời, xã Đặng Xá, huyện Gia Lâm, tỉnh Bắc Ninh, nay thuộc Thành phố Hà Nội.
- Năm 1937, ông được giác ngộ Cách mạng qua Tổ chức Thanh niên sinh viên Dân chủ trường Bưởi Hà Nội do ông Lê Toàn Thư phụ trách. Ông tham gia Hội Truyền bá chữ Quốc ngữ[7]; Ông tổ chức lập các Hội nghiên cứu sách báo, thể thao, văn nghệ... tại địa phương. Năm 1939, ông tổ chức mở lớp học, vừa dạy chữ vừa tuyên truyền giác ngộ Cách mạng thanh thiếu niên, vận động nhân dân xây dựng, phát triển các cơ sở đoàn thể cứu quốc, mở rộng Mặt trận Việt Minh đấu tranh chống Nhật, Pháp ở địa phương[8].
- Từ tháng 8 năm 1944 đến tháng 3 năm 1945: ông bị thực dân Pháp bắt giam tại Nhà tù Bắc Ninh, rồi chuyển về Nhà tù Hoả lò Hà Nội. Ra tù, ông được Tỉnh bộ Bắc Ninh giao công tác tổ chức chuẩn bị Tổng khởi nghĩa giành chính quyền ở 5 huyện cụm Nam sông Đuống (Phủ Thuận An cũ), tỉnh Bắc Ninh.
- Ngày 22 tháng 8 năm 1945, khi chính quyền Cách mạng huyện Gia Lâm mới được thành lập, ông được Tỉnh bộ Bắc Ninh giao làm Chủ tịch Ủy ban Cách mạng lâm thời huyện Gia Lâm [9].
- Từ năm 1946 đến 1949: Ông được giao làm Chủ tịch Ủy ban kháng chiến - hành chính huyện Quế Dương, tỉnh Bắc Ninh; Tỉnh uỷ viên kiêm Bí thư huyện Võ Giàng, Trưởng Ban Dân vận, Trưởng Ban Tổ chức Tỉnh ủy Bắc Ninh[10].
- Năm 1949, Phó ban Đảng vụ (Đảng uỷ Liên vụ) Liên khu ủy Việt Bắc[11], sau đó ông được cử đi học Trường Đảng Trung ương Nguyễn Ái Quốc khoá 2 tại Việt Bắc.

Năm 1950, ông được chuyển công tác vào Quân đội.
Từ tháng 3 năm 1950 đến tháng 7 năm 1954:
- Ông là một trong 36 cán bộ đầu tiên Khi Cục Vận tải thuộc Tổng cục Cung cấp  mới được thành lập và  được giao làm Chủ nhiệm Chính trị, Bí thư Liên chi bộ Cục Vận tải.
- Chỉ huy trưởng Trung trạm vận tải Việt Bắc thuộc Cục Vận tải[12].
- Trưởng phòng Kế hoạch Cục Vận tải.
- 1950-1953: Ông từng tham gia đảm bảo vận tải cho các chiến dịch: Chiến dịch Biên giới; Chiến dịch Trần Hưng Đạo; Chiến dịch Hoàng Hoa Thám; Chiến dịch Quang Trung; Chiến dịch Hòa Bình; Chiến dịch Tây Bắc; Chiến dịch Thượng Lào.
- Trong Chiến dịch Điện Biên Phủ, ông phụ trách Trưởng Điều hành kế hoạch vận tải, đảm bảo vật chất Hậu cần kỹ thuật cho toàn Chiến dịch[13].

Từ tháng 8 năm 1954 đến tháng 6 năm 1964:
- Hiệu phó, Phó Bí thư Đảng uỷ Trường Cán bộ Cung cấp thuộc Tổng cục Cung cấp (đơn vị tiền thân của Học viện Hậu cần).
- Học viên Khoa Chỉ huy Hậu cần - HVHC Trung Quốc.
- Hiệu phó, Quyền Hiệu trưởng Trường Sĩ quan Hậu cần[14].
- 1961 - 1964, Tham mưu phó Tổng cục Hậu cần. Ông từng phụ trách Chủ nhiệm hậu cần các Chiến dịch Cánh đồng Chum - Xiêng Khoảng và Chiến dịch Nậm Thà (1961-1962) tại Lào.

Năm 1964 đến năm 1975, ông công tác tại chiến trường miền Nam:
- Tháng 6 năm 1964, ông được điều động vào chiến trường miền Nam (B2) và hành quân theo  Đường Hồ Chí Minh trên biển [15][16] bằng  "con tàu không số". Ông được giao làm Phó Chủ nhiệm kiêm - Tham mưu trưởng, rồi Chủ nhiệm Hậu cần BTL Quân giải phóng miền Nam [17][18].
- Từ  1964 đến 1975,  là người có mặt khắp các chiến trường Nam bộ , ông từng là Chủ nhiệm Hậu cần Bộ chỉ huy các chiến dịch của Quân giải phóng miền Nam Việt Nam: Bình Giã, Đồng Xoài, Chiến dịch Tết Mậu Thân 1968, Chiến dịch Đông Bắc Campuchia 1970, Chiến dịch Nguyễn Huệ, Chiến dịch Đường 14 - Phước Long, Chiến dịch Tổng tiến công và nổi dậy mùa Xuân 1975 [19].
- Ông là Chủ nhiệm Hậu cần Bộ chỉ huy Chiến dịch Hồ Chí Minh lịch sử[20].

Sau ngày Sài Gòn được giải phóng:
- Đầu năm 1976, Trưởng đại diện Thủ trưởng Tổng cục Hậu cần ở phía Nam.
- Từ tháng 5 năm 1976 đến tháng 3 năm 1977, Phó Chủ nhiệm Tổng cục Hậu cần.
- Tháng 3 năm 1977, Chủ nhiệm Tổng cục Hậu cần và được bầu làm Bí thư Đảng uỷ Tổng cục [21].
- Từ tháng 11 năm 1977 đến năm 1982, Thứ trưởng Bộ Quốc phòng kiêm Chủ nhiệm Tổng cục Hậu cần [22].
- Từ năm 1980, Thứ trưởng thường trực Bộ Quốc phòng kiêm Phó Chủ nhiệm Ủy ban Kế hoạch Nhà nước (nay là Bộ Kế hoạch và Đầu tư)[23].
- Ông nguyên là Ủy viên Thường vụ Quân uỷ Trung ương, Ủy viên Hội đồng Quân sự Bộ Quốc phòng [24] và Hội đồng Xét tặng các danh hiệu vinh dự Nhà nước [25].
- Từ tháng 2 năm 1990 đến tháng 11 năm 1992, ông được Ban Bí thư Trung ương Đảng khóa VI chỉ định tham gia vào Ban chấp hành Lâm thời Trung ương Hội Cựu chiến binh Việt Nam và được cử làm Ủy viên Thường trực [26].

^ Ông nguyên là Ủy viên Trung ương Đảng Khoá IV (1976-1982) và Khoá V (1982-1986).
^ Ông là Đại biểu Quốc hội Việt Nam (thuộc đoàn Đại biểu tỉnh Hà Bắc) - Nguyên Ủy viên, Ủy ban Kinh tế - Kế hoạch và Ngân sách Quốc hội khoá VII (1981-1987) và khóa VIII (1987-1992).
- Ngày 22 tháng 11 năm 1999 (tức 15 tháng 10 năm Kỷ Mão), Thượng tướng Bùi Phùng đã trút hơi thở cuối cùng tại Bệnh viện Trung ương Quân đội 108, thọ 79 tuổi. An táng tại Nghĩa trang Mai Dịch Hà Nội.

## Lịch sử thụ phong quân hàm
| Cấp bậc | Thiếu tướng | Trung tướng | Thượng tướng |  |  |  |  |  |  |  |
|         |             |             |              |  |  |  |  |  |  |  |

## Vinh danh, Khen thưởng
- Huân chương Hồ Chí Minh (1993).
- 2 Huân chương Quân công hạng Nhất (1979 và 1984).
- Huân chương Chiến thắng hạng Nhất.
- Huân chương Kháng chiến hạng Nhất.
- Huân chương Kháng chiến chống Mỹ cứu nước hạng Nhất.
- Huân chương Chiến công hạng Nhất, Nhì.
- Huân chương Chiến công Giải phóng hạng Nhất, Nhì.
- Huân chương Chiến sĩ vẻ vang hạng Nhất, Nhì, Ba.
- Huân chương Chiến sĩ Giải phóng hạng Nhất, Nhì, Ba.
- Huy chương Quân kỳ Quyết thắng.
- Huy hiệu 50 năm tuổi Đảng.
- Kỷ niệm chương Chiến sỹ cách mạng bị địch bắt tù, đầy.

^ Tên của ông [ Bùi Phùng ] được HĐND Tỉnh Khánh Hoà gắn biển cho một đường phố ở Phường Phước Hải, Thành phố Nha Trang (năm 2020).

## Gia đình
- Cụ thân sinh ra ông là một nhà nho nghèo, cụ mất sớm khi ông mới 2 tuổi. Mẹ ông một mình nuôi con ăn học đến khi ông tốt nghiệp bậc Cao đẳng tiểu học [33]. Sớm được giác ngộ CM, ông đã vận động tổ chức mở các lớp dạy học bằng chữ quốc ngữ và bản thân đã trở thành vị Hương sư Cách mạng đầu tiên ở địa phương.
- Năm 1942, ông lập gia đình với bà Vũ Thị Soạn (1920-2011), ông bà có ba người con trai: Bùi Tiến Dũng (1943), Bùi Quang Vinh (1950) và Bùi Minh Khánh (1960) - cả ba đều phục vụ trong Quân đội và đã được nghỉ hưu.